# Simon Rhee
Simon Rhee, właściwie Minhi Y. Rhee (ur. 28 października 1957 w San Jose) − amerykański aktor filmowy i kaskader.

## Życiorys
Urodzony w San Jose w stanie Kalifornia, znaczną część dzieciństwa spędził w Korei, gdzie intensywnie trenował wschodnie sztuki walki. Jego rodzice wierzyli, że treningi w tak młodym wieku pomogą mu w prawidłowym rozwoju. Brat Simona, Phillip, również pracuje w branży filmowej. 
Treningi od wczesnych lat dziecięcych przyczyniły się do uzyskania przez Rhee czarnych pasów w taekwondo oraz hapkido. Z czasem jego talenty zaczęli wykorzystywać amerykańscy filmowcy. Rhee zajmował się opracowywaniem choreografii scen akcji oraz koordynacją kaskaderską do filmów, a z czasem sam zaczął w nich grywać. 
Dzięki swym mistrzowskim znajomościom sztuk walki szkolił również wielu aktorów, wśród których znaleźli się między innymi Lorenzo Lamas, Faye Dunaway, Heather Locklear, Eric Roberts, Jack Black, Clint Eastwood, Arnold Schwarzenegger, Steve Austin, Sylvester Stallone, Jackie Chan i Adam Sandler.
Mieszka w Południowej Kalifornii wraz z żoną i dwójką synów.

## Filmografia

### Obsada aktorska

#### filmy fabularne
- 1977: The Kentucky Fried Movie jako strażnik Klahna (segment "A Fistful of Yen")
- 1984: Furious
- 1993: Za Kakuto Oh
- 1993: Najlepsi z najlepszych 2 (Best of the Best 2) jako Dae Han
- 1988: Milczący zabójcy (Silent Assassins)
- 1989: Najlepsi z najlepszych (Best of the Best) jako Dae Han
- 1991: Ostry poker w Małym Tokio (Showdown in Little Tokyo) jako Ito
- 1992: Uniwersalny żołnierz (Universal Soldier) jako GR61
- 1994: Żmija (Viper) jako Thug Lee
- 1995: Fatal Choice jako Fong
- 1997: Psycho Sushi
- 1998: TNT (T.N.T.) jako Choi
- 1998: Zabójcza broń 4 (Lethal Weapon 4) jako Thug
- 2000: Powstały z martwych (Blowback) jako Henry Dang
- 2001: Belfer: Przegrana nie wchodzi w grę (Substitute: Failure Is Not an Option) jako Lim
- 2002: Mistrz kamuflażu (The Master of Disguise) jako wojownik ninja
- 2002: Landspeed jako Hiro
- 2002: Kung Pow: Wejście wybrańca (Kung Pow: Enter the Fist) jako henchman
- 2003: Włoska robota (The Italian Job)
- 2003: Ukryta tożsamość (Blind Horizon) jako pracownik hotelu
- 2006: 18 Palców Śmierci (18 Fingers of Death!) jako azjatycki złoczyńca #1
- 2007: Wielki Stach (Big Stan) jako mistrz Choe
- 2007: Godziny szczytu 3 jako Triada zabójca
- 2008: Mistrz (Redbelt) jako prawa ręka Bruno
- 2008: Posterunek w Reno
- 2009: The Art of War III: Retribution jako ochroniarz Kima #1
- 2009: The Honeysting jako agent #2

#### seriale TV
- 1992: Dzieciaki, kłopoty i my (Growing Pains) jako mistrz Lee
- 2002: Bez pardonu (The District) jako Tommy Ma
- 2003: CSI: Kryminalne zagadki Las Vegas (CSI: Crime Scene Investigation) jako Garrett Kwan
- 2004: Orły z Bostonu (Boston Legal) jako Tokijczyk
- 2004: Świat gliniarzy (The Shield) jako James Cho
- 2005: Ekipa (Entourage) jako azjatycki gangster
- 2006: Wzór (Numb3rs) jako Minh
- 2007: 24 godziny jako członek zespołu Zhoua
- 2008: Zagubieni (Lost) jako właściciel sklepu
- 2010: Southland jako Jae Chung
- 2010: Mogło być gorzej jako Sensei

### Koordynacja kaskaderska (wybór)
- 1989: Najlepsi z najlepszych (Best of the Best)
- 1993: Najlepsi z najlepszych 2 (Best of the Best 2)
- 1996: Ucieczka z Los Angeles (Escape from Los Angeles)
- 1998: Blade: Wieczny łowca (Blade)
- 2006: Mission: Impossible III

## Nagrody
| Rok  | Nagroda      | Kategoria                | Film                     |
| ---- | ------------ | ------------------------ | ------------------------ |
| 2001 | Taurus Award | Najlepsza walka          | Godziny szczytu 2 (2001) |
| 200  | Taurus Award | Najlepszy wyczyn w ogniu | Listy z Iwo Jimy (2006)  |